# نيت بارلو
نيت بارلو (بالإنجليزية: Nate Barlow)‏ هو منتج أفلام وكاتب سيناريو ومخرج وممثل أمريكي، ولد في 6 يوليو 1975 في ميدلتاون في الولايات المتحدة.

## وصلات خارجية
- نيت بارلو على موقع IMDb (الإنجليزية)
- نيت بارلو على موقع أول موفي (الإنجليزية)
- نيت بارلو على موقع قاعدة بيانات الفيلم (الإنجليزية)
- نيت بارلو على موقع كينوبويسك (الروسية)